# Adromischus maculatus
Adromischus maculatus är en fetbladsväxtart som först beskrevs av Salm-dyck, och fick sitt nu gällande namn av Lem.. Adromischus maculatus ingår i släktet Adromischus och familjen fetbladsväxter. Inga underarter finns listade i Catalogue of Life.